# Дзакканьи, Маттиа
Матти́а Дзакка́ньи (итал. Mattia Zaccagni; род. 16 июня 1995, Чезена, Эмилия-Романья) — итальянский футболист, полузащитник и капитан клуба «Лацио» и сборной Италии. Участник чемпионата Европы 2024.

## Биография
На профессиональном уровне, дебютировал за Венецию в матче Серия C против «Зюйдтироль». В Серии А, дебютировал в составе «Вероны», выйдя на поле вместо Якопо Сала в матче против «Интернационале». 17 марта 2020 года, получил положительный тест на COVID-19.
1 сентября 2021 года, официально стал игроком «Лацио».

## Карьера в сборной
Дзакканьи дебютировал за основную команду в квалификации к Евро-2024 9 сентября 2023 года в гостевой игре с Северной Македонией и сразу же в стартовом составе. Однако отметится результативными действиями футболист не отличился и был заменен на 82-й минуте матча. 12 сентября 2023 провел следующую встречу за первую команду страны, в домашнем матче против сборной Украины.
Маттиа дебютировал в крупных турнирах на уровне сборных во втором туре Евро-2024 в матче против сборной Испании с выходом на замену на 64-й минуте игры. В этой встрече сборная Италия уступила своему сопернику. А вот уже во втором своем матче на этом Евро, Маттиа принес ничью своей команде, забив гол на 90+8-й минуте против сборной Хорватии перед самым свистком о завершении матча. Его гол вывел сборную Италию в стадию плей-офф со второго места.